# 斯特羅基
49°49′36″N 26°31′5″E / 49.82667°N 26.51806°E
斯特羅基（烏克蘭語：Строки）是位於烏克蘭西部的村莊，由赫梅利尼茨基州裡赫梅利尼茨基區的泰奧菲波爾市鎮負責管轄。該村處於尼爾卡河畔，始建於1572年，面積1.19平方公里，海拔高度289米，2001年人口394。